# 圣莫里斯-拉苏泰赖讷
圣莫里斯-拉苏泰赖讷（法語：Saint-Maurice-la-Souterraine，法語發音：[sɛ̃ moʁis la sutɛʁɛn]）是法国克勒兹省的一个市镇，位于该省西部偏北，属于盖雷区。

## 地理
圣莫里斯-拉苏泰赖讷（46°12'51"N, 1°25'52"E）面积39.72 平方千米，位于法国新阿基坦大区克勒兹省，该省份为法国中部省份，位于法國中央高原西北部，北起安德尔省和谢尔省，西接维埃纳省，南至科雷兹省，东临多姆山省，东北与阿列省接壤。
与圣莫里斯-拉苏泰赖讷接壤的市镇（或旧市镇、城区）包括：弗罗芒塔勒、拉苏泰赖讷、阿尔纳克拉波斯特、圣阿芒马尼亚泽、菲尔萨克。

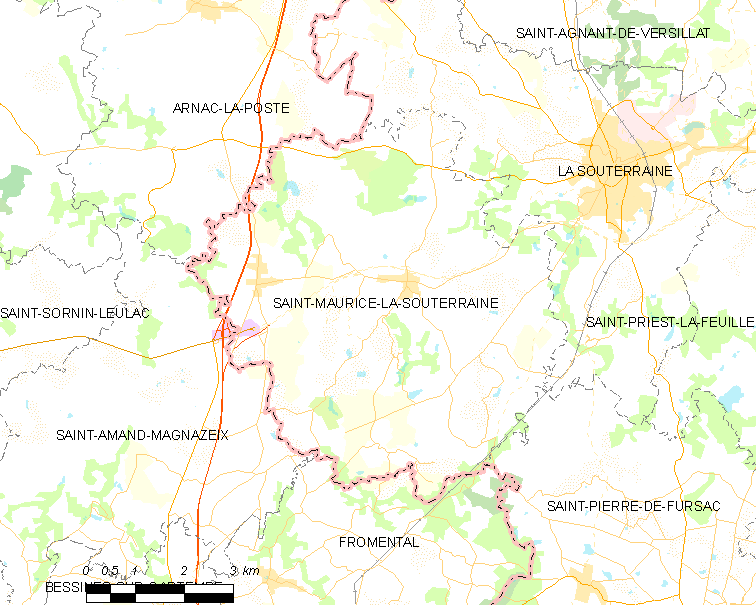
圣莫里斯-拉苏泰赖讷的OSM定位图

圣莫里斯-拉苏泰赖讷的时区为UTC+01:00、UTC+02:00（夏令时）。

## 行政
圣莫里斯-拉苏泰赖讷的邮政编码为23300，INSEE市镇编码为23219。

## 政治
圣莫里斯-拉苏泰赖讷所属的省级选区为拉苏泰赖讷县。

## 人口

1962-2008年间圣莫里斯-拉苏泰赖讷人口变化图示

圣莫里斯-拉苏泰赖讷于2022年1月1日时的人口数量为1126人。